# JLTV
JLTV（Joint Light Tactical Vehicle, 統合軽戦術車両）は、アメリカ軍（陸軍、海兵隊、特殊作戦軍）によって進められている、汎用軍用車両"ハンヴィー"（HMMWV, High Mobility Multipurpose Wheeled Vehicle, 高機動多用途装輪車両）シリーズの後継車種の選定プログラムの名称、およびその後継車両そのものを指す名称である。
従来のハンヴィーシリーズに比較し、同等以上の機動性、より大きい積載容量、より強固な地雷やIEDに対する防御力が要求されている。
2015年8月25日、各種運用評価の結果、オシュコシュ・コーポレーション社の提案していたL-ATV（Light Combat Tactical All-Terrain Vehicle）が選定されたと伝えられた。JLTVは2018年頃より量産配備が開始され、最終的には総計53,582両が総額535億USドルで調達される大型契約となる予定である。

## 背景
アメリカ軍で広く使用されている汎用軍用車両"ハンヴィー"は、それまで使用されていたM151（Military Utility Tactical Truck：MUTT、マット、別名"ケネディジープ"）の後継として1979年に開発が開始され、1985年に量産配備が開始された。ハンヴィーはアメリカ軍だけでなく各国に輸出され、総計約28万両が生産され、現在も各国で現役で使用されている。しかしながらハンヴィーの開発された冷戦時代には、現在の戦場でみられるIEDや地雷を用いる、いわゆる低強度紛争・非対称戦争は、開発や運用を行うメーカーや軍にとって、重要なファクターでは無かった。
2003年のイラク戦争後の駐留期間や、2001年以降のアフガニスタン紛争への介入では、ハンヴィーが前述のIEDのような新たな脅威に対し脆弱である事が判明した。こういった状況に対し、装甲化ハンヴィーの戦場への投入や、機関銃手の防護キット（OGPK）、あるいは遠隔式銃塔（M153 CROWS II）の追加装着、MRAPと呼ばれる耐地雷装甲車の急速な開発・調達・部隊配備が行われたが、JLTV計画もこういった状況に対する対策の一つであり、より高い防御力、生存性を持つ車両をハンヴィーの後継車種として調達するという計画である。
また、MRAPは地雷への防御力が高い反面、車体重量が重く、CH-47やCH-53での空輸が困難であるという問題があった。このためJLTVには、爆発物に対する防御能力と、空輸可能な車両重量という、互いに相反する性能を求められる事になった。
JLTV計画は当初、アメリカ軍のハンヴィーの任務を完全に置き換える事を目的としてスタートしたが、現在では、アメリカ国防総省の公式見解として、全てのハンヴィーをJLTVに更新する予定では無い、とされている。

## 概要

### 開発計画の経緯
JLTV計画は2005年にスタートし、2006年1月に概略要求仕様と共にその存在が公になった。2006年11月にJLTV計画は正式に承認された。
2008年2月5日にTDフェイズ（Technology Development phase, 基礎技術開発フェイズ）が開始された。提案の提示要求が国防総省より公開され、メーカーからの提案が募集された。この時点でのJLTV計画への参入表明は、
- ボーイングとテキストロン（共同提案）[5][6]

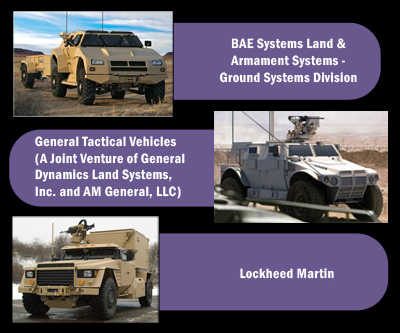
初期JTLV計画への提案車両

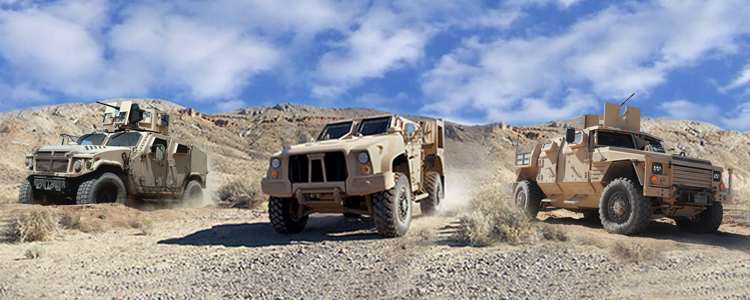
数種類のJLTV試作車

- ジェネラル・ダイナミクスとAMゼネラル（"ジェネラル・タクティカル・ヴィークルズ"（General Tactical Vehicles）としての共同提案）[7]
- フォース・プロテクション（英語版）とDRSテクノロジーズ（共同提案[8][9]、2008年8月にJLTV計画から脱退[10]）
- BAEシステムズとナビスター・インターナショナル（共同提案）
- ノースロップ・グラマン、オシュコシュ、プラサン（共同提案）
- ロッキード・マーティンとBAE システムズ・ランド・アンド・アーマメンツ（共同提案）[11][12]
- ブラックウォーターとレイセオン（共同提案）[13]

といった、いずれも複数企業による共同提案であった。
2008年10月、国防総省はロッキード・マーティンとBAE システムズ・ランド・アンド・アーマメンツ、ジェネラル・ダイナミクスとAMゼネラル、BAEシステムズとナビスター・インターナショナルの3提案を承認し、選定の次ステップに進ませた。ノースロップ・グラマンとオシュコシュはこの決定に異議を申し立てたが、2009年2月に却下された。
2010年6月、提案の通った3社（3グループ）は7両のJLTV試作車を評価試験の為納品した。同じ月、アメリカ陸軍は軍用車両調達戦略の変更により、JLTV計画への協力の比重を減らす事にした。とはいえ、この時点でも陸軍は、JLTVをハンヴィーの後継および補完機種にする方針は変えていなかった。
3社の試作車両による評価試験、TDフェイズは2011年3月に終了した。しかし前月の時点で、次の評価ステップであるEMDフェイズ（Engineering and Manufacturing Development phase, 生産技術開発フェイズ）の開始は予定より遅れ、2012年の1月か2月になるだろうと発表されていた。理由は、アメリカ陸軍のJLTVに対する要求仕様が変更され、"M-ATVと同等レベルの車体底部の防御力"の要求が加わったためであった。
選定がEMDフェイズに移る前に、他の要求仕様の更新も行われた。これまでのJLTVの要求仕様書では、積載重量がカテゴリーA,B,Cの三段階に分けられていた。具体的には、
- カテゴリーA

積載重量 1,600kg。

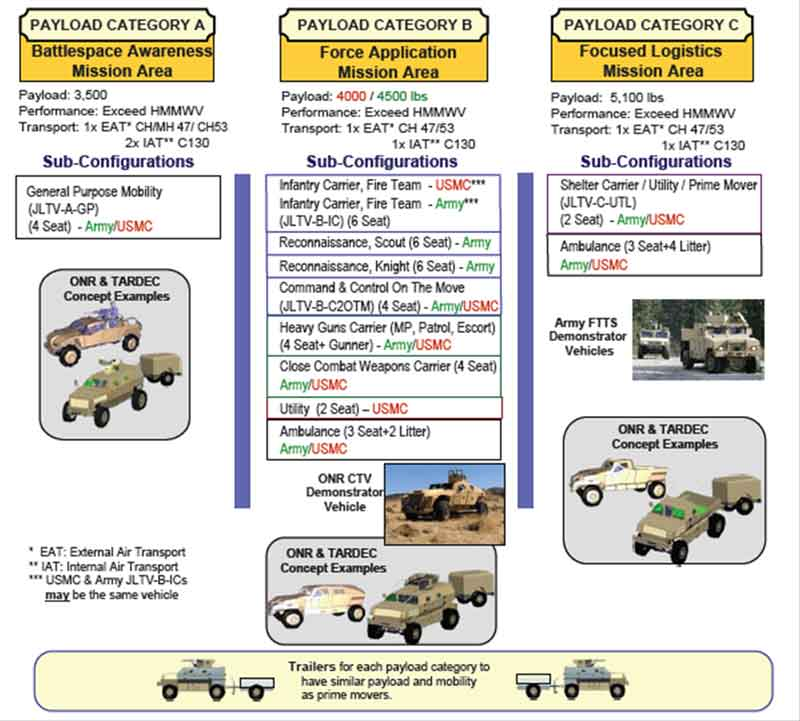
JLTV積載容量カテゴリ（仕様変更前）

- - 汎用の多用途車両、JLTV-A-GP。GPはGeneral Purpose（汎用）を表す。乗員4名。C-130に2両搭載可能。
- カテゴリーB

積載重量 1,800～2,200kg
- - 兵員輸送車型、JLTV-B-IC。ICはInfantry Carrier（兵員輸送車）を表す。乗員6名。
  - 偵察戦闘車、騎兵戦闘車。陸軍向け、乗員6名。
  - 指揮車両型、JLTV-B-C2OTM。C2OTMはCommand & Control On The Move（移動指揮車両）を表す。乗員4名。
  - ウェポンキャリア、救急車仕様、汎用車両
- カテゴリーC

積載重量 2,300kg。
- - 乗員2名のシェルタートラック、砲兵トラクター。JLTV-C-UTL。UTLはUtility（多用途）を表す。
  - 大型救急車。乗員2名+患者4名。

のような要求仕様であったが、これらのカテゴリーが整理され、2段階の要求となった。変更後の積載重量カテゴリーは
- CTV (Combat Tactical Vehicle)

乗員4名、積載重量 1,600kg
- CSV (Combat Support Vehicle)

乗員2名、積載重量 2,300kg
となった。この理由は、元の分類のカテゴリーBの車両重量が約7トンを超え、陸軍のCH-47Fおよび海兵隊のCH-53Kでの空輸が困難になる事が懸念されたためである。改定後の仕様ではこれら2種類の積載重量に対し、それぞれ異なるミッションパッケージの要求があり、計6種類の要求となっていた。
EMDフェイズの要求仕様書の暫定版は2011年10月に公開された。この仕様書でのJLTVの1台あたりのユニットコストは23万～27万USドルとされていた。走行パッケージのコストは6.5万USドル程度が求められていた。また、生産段階で装甲重量と機動性のどちらかに比重をおいた仕様変更が容易に出来る事も要求されていた。
この頃、JLTV計画は予算の増大や計画の遅れを問題視され、大幅な予算カットあるいは全面的なキャンセルあるいは休止の危機にあった。また、2011年8月に暫定仕様が策定されたハンヴィーの近代化改修・積載容量拡張プログラム（HMMWV Modernized Expanded Capacity Vehicle, ハンヴィーMECV）との競合も懸念されていた。
2012年1月26日、JLTVのEMDフェイズの提案募集要求が開示された。同日発表された2013年度の予算案によれば、JLTVへの資金的・技術的リソースを考慮し、ハンヴィーMECV計画は一旦休止される事となった。
2012年3月後半、EMDフェイズへの提案が締め切られ、入札業者は少なくとも6社は明らかになっていた。2012年9月には最後の7番目の入札者,"ハードワイヤ・アーマード・システムズ LCC"が明らかとなった。この7社（7提案）は、
- ロッキード・マーティン - TDフェイズで提案していた車両の改良型（ロッキード・マーティン JLTV（英語版））を提案。
- ジェネラル・タクティカル・ヴィークルズ - TDフェイズで提案していた車両の改良型（モワク イーグルの発展改良型）を提案。
- AMゼネラル - ジェネラル・タクティカル・ヴィークルズとしての提案とは別に、AMゼネラル社単独で、BRV-O（英語版）（Blast-Resistant Vehicle - Off Road）を提案。ハンヴィーMECVでの検討技術が応用されたAMゼネラルの自社開発品。
- BAEシステムズ - ナビスター・インターナショナルとの提携を解消し、TDフェイズで提案していた車両の改良型（ヴァランクス（英語版））を提案。
- ナビスター・インターナショナル - BAEシステムズとの提携を解消し、新たに自社開発の"サラトガLTV"（Saratoga light tactical vehicle）を提案。サラトガLTVは一時期計画中止になりかけていたJLTVとハンヴィーの間を埋める物として、2011年10月に発表された新製品であった。
- オシュコシュ・コーポレーション - 初期の提案を却下された後、ノースロップ・グラマンとの提携を解消し、2011年10月に発表したL-ATVを提案。L-ATVは2009年にアメリカ軍に採用されたM-ATVの設計技術を発展させ、より小型化・高機動化した車両。
- ハードワイヤ・アーマード・システムズ LCC - 装甲技術の研究開発を行っているプライベートベンチャー企業。ハイブリッドシステムを提案。

であった。

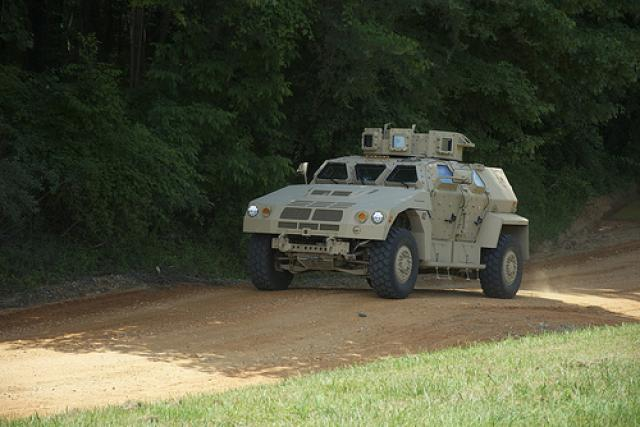
BAEシステムズの提案したヴァランクス JLTV（英語版）。
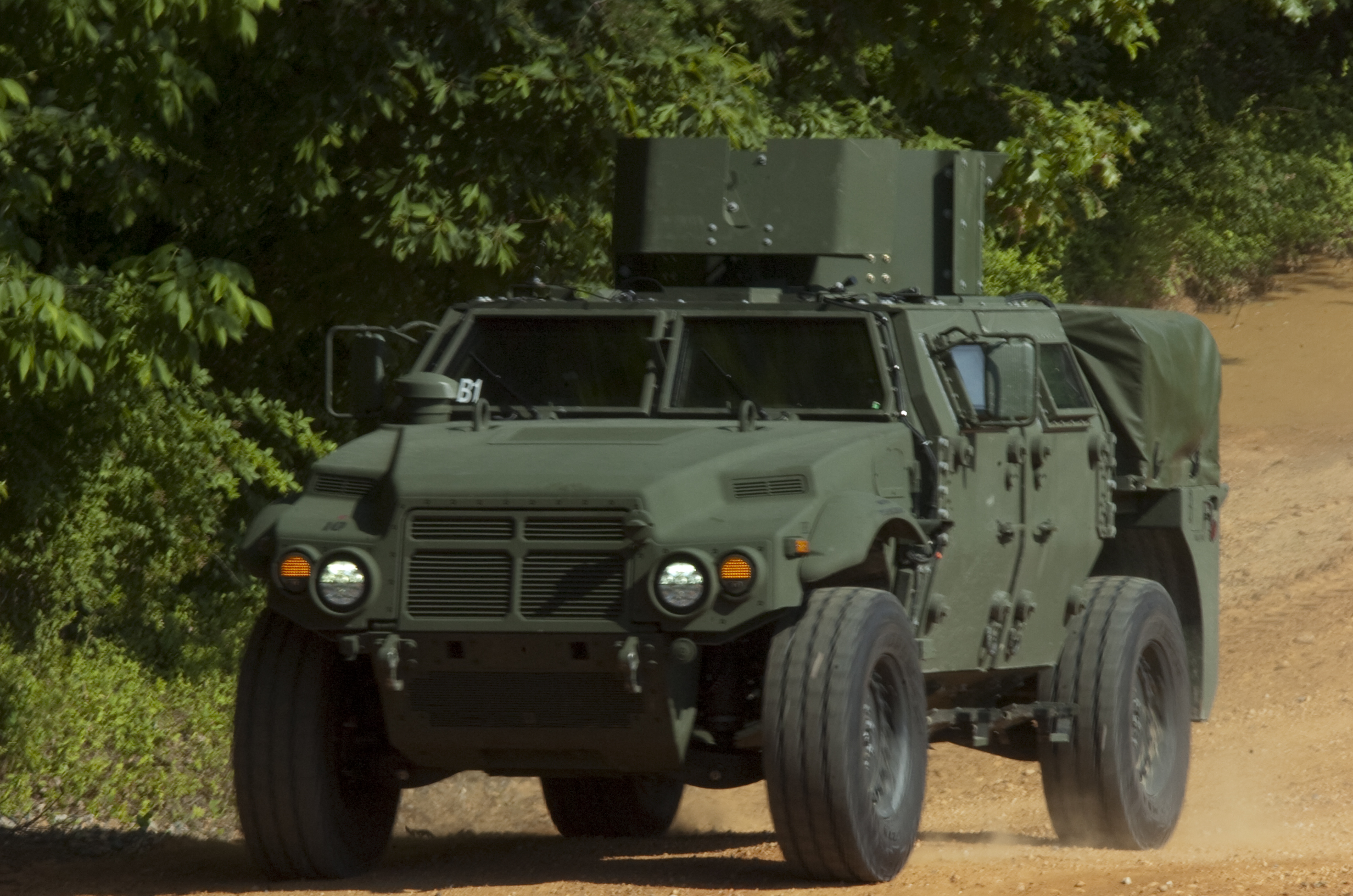
ジェネラル・タクティカル・ヴィークルズの提案したJLTV。モワク イーグルの発展改良型。
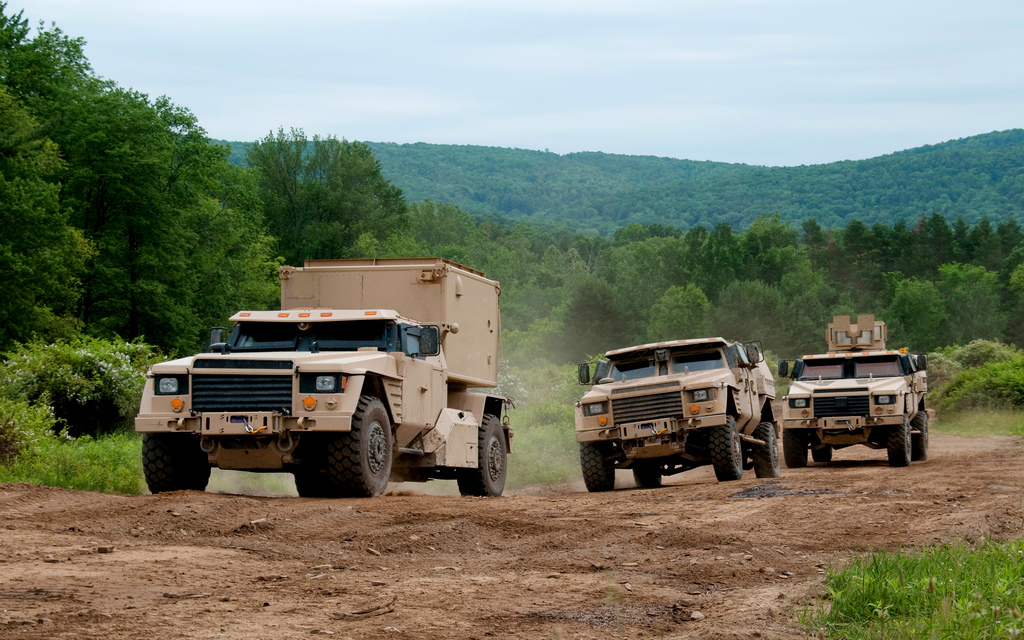
ロッキード・マーティンの提案したJLTV。
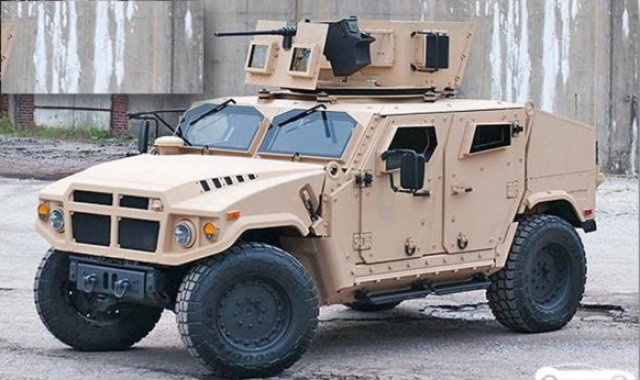
AMゼネラルの提案したBRV-O（英語版）。
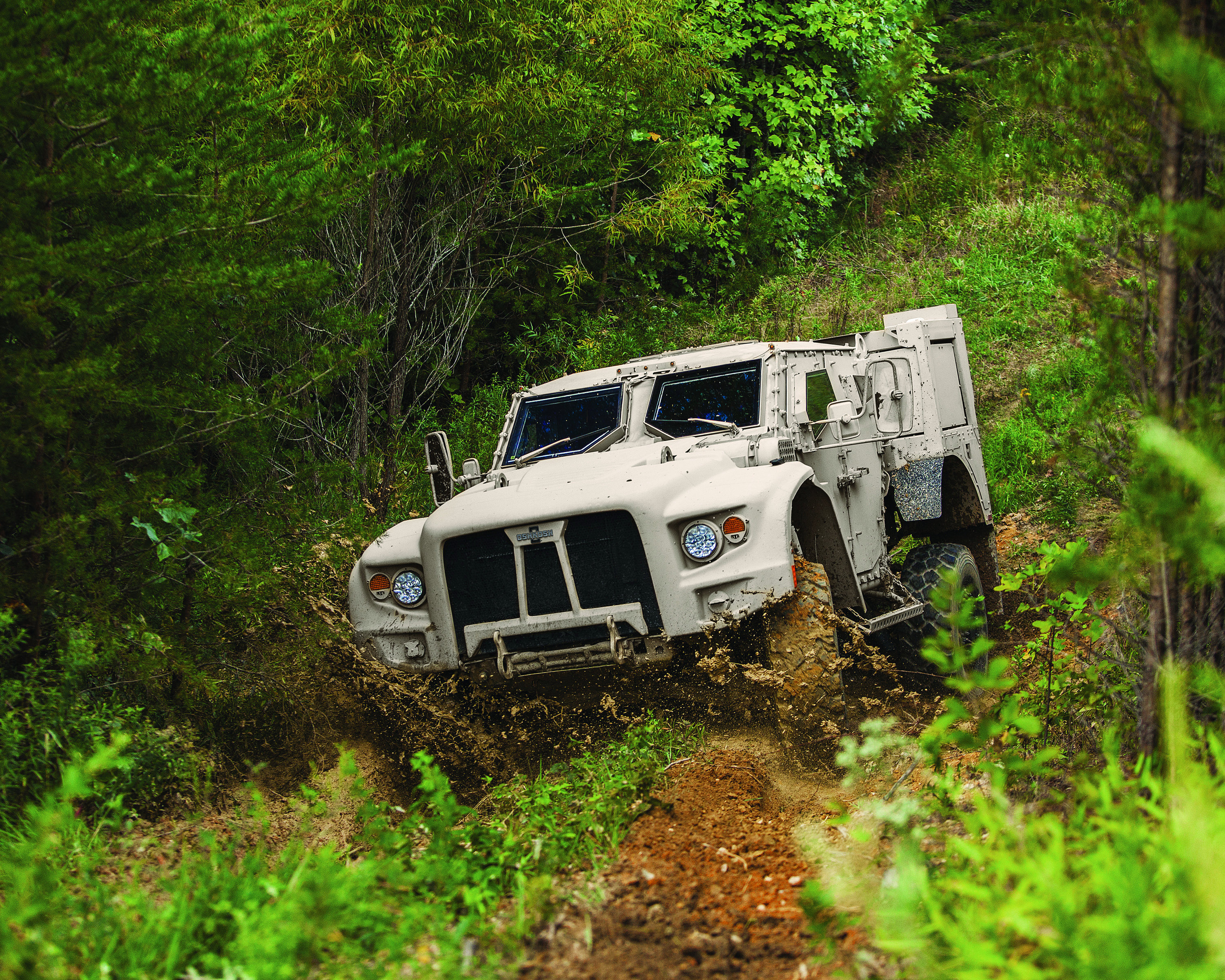
オシュコシュの提案したL-ATV（試作車両）。

2012年8月23日、陸軍および海兵隊はEMDフェイズでの審査により、ロッキード・マーティン JLTV、AMゼネラルBRV-O）、オシュコシュL-ATVの3車種を合格とした。3社はそれぞれ22両ずつの試作車を製造し、国防総省に納品する事となった。
2013年6月には、ロッキード社が評価試験に必要な22両の製造を完了した。8月末にはオシュコシュ社のL-ATV、AMゼネラル社のRBV-Oも出来上がり、陸軍と海兵隊は合計66両のテスト用試作車が揃ったと声明を出した。3社はそれぞれ22両の試作車両をメリーランド州のアバディーン性能試験場、およびアリゾナ州のユマ性能試験場に持ち込んだ。試験場では各車両に対し、爆発物の破片や爆風への耐久力試験、走行試験など種々の運用評価試験が約1年に渡って行われた。この後、2015年7月に勝ち残った1社が選ばれ、選ばれた車種は引き続き約3年の運用試験に向け約2,000両が発注される予定であった。
2013年10月の連邦政府閉鎖により一時的な停滞もあったが、その後は迅速に再開され、引き続き運用試験が進められた。

### 選定車種の決定
2014年、アメリカ軍による最終の入札募集が提示された。この入札はロッキード、AMゼネラル、オシュコシュが、今後総計55,000両のJLTVをアメリカ軍に納品する事になった場合の価格を提示するためのものであった。3社は2015年2月11日までに最終的な回答を行った。
2015年8月25日、オシュコシュ・コーポレーションの提案していたL-ATV（Light Combat Tactical All-Terrain Vehicle）がJLTVとして選定されたと伝えられた。第一弾の契約では初期量産分として約67.5億ドルの予算で17,000両のL-ATVが導入される予定である。
9月にはロッキード・マーティンが会計監査院に対し、決定に抗議する申し立てを行う事を示唆した。一方、AMゼネラルは、決定に異議申し立ては行わないと発表した。

## 要求仕様
JLTVの要求仕様には以下のような内容が含まれている。
- 車内の暖房システムの性能は、1時間でマイナス40℃を18℃まで上げられるものであること。
- 車内の冷房システムの性能は、40分間で50℃を32℃まで下げられるものであること。
- エンジン、燃料、冷却システム、変速機、電源装置、その他の異常をモニタリング、自己診断するシステムを搭載すること。
- JLTV本体と同等の積載容量のトレーラーを牽引可能で、かつ機動性に悪影響を及ぼさないこと。
- ハンヴィーと同等以上の多用途性、およびM-ATVと同等の対地雷、対爆発物防御能力。

### 機動性

#### 戦術機動
- 未舗装道路、オフロードを最低1,000 km、重大な故障なく走行可能であること。
- タイヤ2個がパンクしても走行可能であること。
- 作戦行動可能な標高は、マイナス150mからプラス3,600mであること。
- 作戦行動可能な外気温は、マイナス40℃からプラス50℃であること（前項の空調機能も参照）。
- 外気温が0度以下であっても、暖機運転や車外での補助作業をせず、1分以内に走行可能になること。
- 舗装道路560kmを時速56kmで、あるいはオフロードを480km、標準装備された燃料タンク内のJP-8ジェット燃料のみで走行可能であること。
- 乾燥した路面で、停止状態から時速48kmまで7秒で加速可能であること。
- 水深1.5mの海水内を後付の渡渉キット等を使用せず、浮き上がらずに走行可能なこと。
- 最小旋回半径が7.62m以内であること。
- 60cmの段差を乗り越えられること（前進および後退）。
- 45cmの段差を時速24kmで乗り越えた際に機械的損傷を受けないこと。
- 幅7.6m、角度20°の溝を渡れること。
- 車体の横方向に40％傾斜した、乾燥した硬い路面を走行可能であること。

#### 兵站および戦略機動
- CH-47、CH-53等で吊り下げて空輸可能であること。
- C-130に収容して空輸可能であること。
- 軍で使用される船舶に分解せず搭載し輸送可能であること。
- アメリカ合衆国本土およびNATO各国の鉄道で輸送可能であること。
- 航空機や鉄道、船舶での輸送の準備が30分以内に可能であること。

### 生存性
- M7スモークディスチャージャーを装備すること。
- 追加装甲キットをフィールド上で標準的な工具を使用して付け替え可能であること。
- 追加装甲キット"B-kit"の取り付けは2名の兵士で5時間以内に行なえること。
- 対戦車擲弾に対抗可能な800ポンド（362 kg）の追加装甲を2時間で装着でき、メンテナンスは30分で行なえること。
- 飛散防止内張りを使用し車内を防護すること。
- 車体が被害を受けた際、ドアから迅速に脱出できること[20]。
- エンジン部および兵員室に自動消火システムを備えること[20]。
- エンジン部の火災に対して、出火から検出・消火まで10秒以内に完了すること。
- 上記とは別に、運転手が使用できる手持ち式の消火器を備えること。
- エンジンタンクは車体の外側に装備され、かつJLTV自体の装甲で保護されていること。
- 乗員用の座席は破片からの防護機能を持ったものであること。
- 武装兵士4名が30秒以内に乗車、10秒以内に降車できること。
- 車体の塗装（表面処理）は、自己修復機能を持った塗料を使用すること。

## 採用国
- リトアニア - 2024年時点で、リトアニア陸軍が200両のJLTVを保有[21]。
- モンテネグロ - 2020年10月から受領開始[22]。
- オランダ - 2025年6月にオランダ海兵隊向けに150両を発注し、2028年に受領予定[23]。
- 北マケドニア - 2024年時点で、北マケドニア共和国軍が32両のJLTVを保有[24]。
- アメリカ合衆国 - 53,582両を2018年度より調達開始。
  - アメリカ陸軍 - 49,099両を調達予定。
  - アメリカ海兵隊 - 4,483両を調達予定。

この他、オーストラリア、インド、イスラエル、イギリスがJLTV計画に関心を持っているとされている。